# Natuurlijke taal
Een natuurlijke taal of etnische taal is in de taalfilosofie elke taal, elke levende of dode taal die door een aantal mensen als hun moedertaal wordt of werd beschouwd. Een natuurlijke taal is dus nauw verbonden met spreektaal, van generatie op generatie doorgegeven en niet kunstmatig ontworpen zoals het geval is bij een kunsttaal of een formele taal.
Het onderscheid tussen een echte, natuurlijke taal en een kunsttaal is niet altijd scherp. De functies van de meeste kunsttalen inclusief programmeertalen zijn in grote lijnen dezelfde als die van natuurlijke talen. Gebarentaal heeft zich vanaf de 16e eeuw ontwikkeld. Het Esperanto is in de 19e eeuw geconstrueerd, dus per definitie geen natuurlijke taal, maar tegenwoordig heeft het Esperanto ook moedertaalsprekers. Dit is een van de meest fundamentele kenmerken van een natuurlijke taal. 
Verder kan een natuurlijke taal, met name een wat grotere, wel degelijk ook kunstmatige elementen bevatten, bijvoorbeeld door grammaticaregels die van bovenaf zijn opgelegd. Iets dergelijks is enkele eeuwen geleden gebeurd in het Nederlands, toen het hen/hun-onderscheid kunstmatig werd bepaald. De grammatica en woordenschat van het Frans zijn eeuwenlang sterk door de Académie française beïnvloed.